# Керкен
Керкен (њем. Kerken) општина је у њемачкој савезној држави Северна Рајна-Вестфалија. Једно је од 16 општинских средишта округа Клефе. Према процјени из 2010. у општини је живјело 12.757 становника. Посједује регионалну шифру (AGS) 5154028.

## Географски и демографски подаци
Керкен се налази у савезној држави Северна Рајна-Вестфалија у округу Клефе. Општина се налази на надморској висини од 32 метра. Површина општине износи 58,0 km². У самом мјесту је, према процјени из 2010. године, живјело 12.757 становника. Просјечна густина становништва износи 220 становника/km².